# Зорук Сергій Якович
Сергій Якович Зору́к (нар. 30 грудня 1951, Вінниця) — український художник; член Спілки радянських художників України з 1987 року. Заслужений діяч мистецтв України з 1996 року.

## Життєпис
Народився 30 грудня 1951 року в місті Вінниці (нині Україна). 1982 року закінчив Київський художній інститут, учень Данила Лідера.
Від 1989 року став працювавти у Київському художньому інституті (нині Національна академія образотворчого мистецтва і архітектури): з 2000 року — доцент кафедри рисунка. Серед учнів Мирослава Перевальська.
Мешкає в Києві, в будинку на проспекті Повітряних Сил, № 23.

## Творчість
Працює в галузях станкового живопису та станкової графіки. Серед робіт:
- «Переступити поріг» (1982);
- «Джакомо Манцу — людині, скульптору» (1984);
- «Пришестя» (1985);
- «Бриз» (1987);
- серія «Гра–4» (1991);
- «Антракт» (1992);
- «Подих вітру» (1993);
- «Метаморфоза» (1993);
- «Сніданок» (1993);
- «Між небом і землею» (1994);
- «Прощання з капелюхом» (1995);
- «На пагорбах» (1999, левкас, олія);
- диптих «Благовіщення» (2002);
- «Народження» (2003, полотно, олія, змішана техніка);
- «Форос» (2003);
- «Розп'яття» (2004, полотно, олія, змішана техніка).

З 1982 року учасник всеукраїнських, всесоюзних, міжнародних художніх виставок.
Роботи у колекціях Калінінградського музею сучасного мистецтва, Національного історико-культурного заповідника «Качанівки».